# Annise Parker
Annise Danette Parker (ur. 17 maja 1956 w Houston) – amerykańska działaczka polityczna, w 2013 roku objęła stanowisko burmistrza Houston. Jest lesbijką. Houston to pierwsze z dużych miast USA, które wybrało burmistrzem osobę otwarcie homoseksualną. Parker otrzymała 53 proc. głosów. Jest członkiem Partii Demokratycznej i była radną rady miejskiej.